# 매사냥

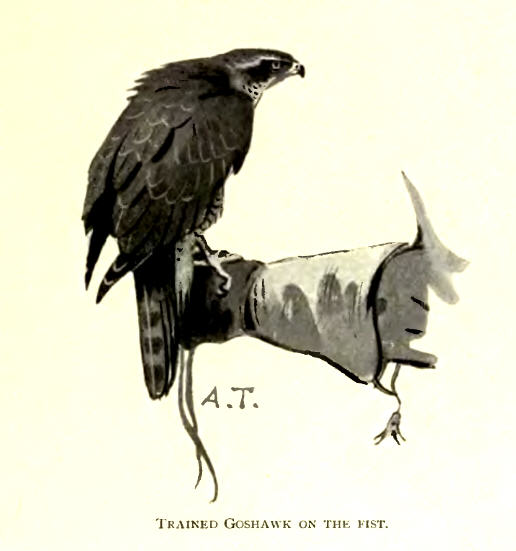
매사냥으로 가장 널리 쓰인 보라매. 다만 보라매는 매과 매속이 아니고 수리과 새매속의 새이다.

매사냥(falconry)이란 훈련된 맹금류를 부려서 짐승을 잡는 사냥법이다. 이때 사용되는 맹금류로는 세계의 지역과 문화 등에 따라서 매(매과)의 매, 흰매 등과 수리과의 참매, 검독수리 등이 사용된다.  신석기 시대 이후 시작된 것으로 추정되는 매사냥은 인류 역사상 가장 오래 된 사냥 기술 가운데 하나로써, 전세계적으로 분포하고 있으며, 생업으로써 뿐 아니라 오락, 유희 수단으로써도 널리 행해졌다.
한국에서는 매를 길들여 사냥을 하는 전문 사냥꾼을 가리켜 조선시대 직책으로 응사(鷹師)라 칭하기도 하였으나 민간에서는 매부리/매꾼 또는 봉받이(꾼)라고 부르며, 13세기 이후 몽골로부터 유입된 수할치라는 명칭으로도 불린다.

## 개요
매사냥은 야생 맹금류가 날짐승이나 길짐승을 사냥하는 습성에서 착안한 것으로, 기원전 3000년에서 2000년 사이에 중앙아시아 및 몽골 평원에서 발원했다는 것을 통설로 한다. 인류가 가축을 기르기 시작한 것은 신석기 시대 후반의 일로, 이 시기를 전후해 매사냥도 생겨난 것으로 보인다.
중앙아시아에서 발원한 매사냥은 이후 인도, 페르시아, 앗시리아, 이집트 등 동서 국가로 전파되었다. 앗시리아의 왕 사르곤 2세의 치세(기원전 722년 - 705년)에 매사냥이 중동에 존재하였음을 확인할 수 있고 5세기인 400년 훈족과 알라니족으로부터 매사냥이 유럽으로도 전해졌다. 이후 엽총이 발명되는 17세기 후반까지 유럽 전역에서 매사냥이 성행하였다. 특히 영국 색슨 왕조 시기에 매사냥은 전성기를 누렸고, 신성 로마 제국의 프리드리히 2세는 십자군 원정 때 자신이 중동에서 본 매사냥을 소개하고 해설하는 책을 라틴어로 번역하기도 하였고, 직접 《조류를 이용한 사냥 기술》(원제: De arte venandi cum avibus)이라는 매사냥 연구서를 쓰기도 하였다. 이 책은 매사냥에 대해 포괄적으로 다룬 최초의 서적으로써, 조류학과 동물학의 발전에도 큰 기여를 하였다는 평가를 받고 있다.

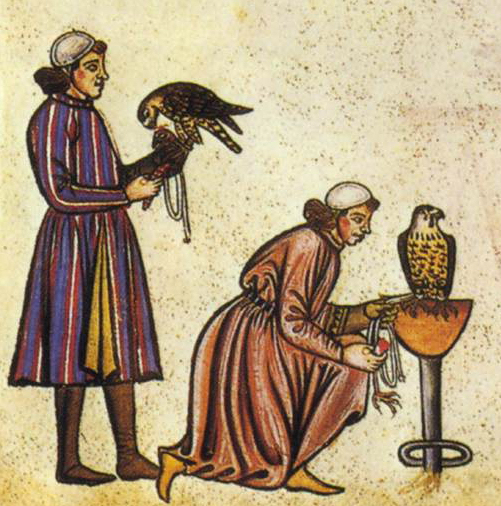
《조류를 이용한 사냥 기술》에 그려진 두 사람의 매사냥꾼.

한편 동양에서는 몽골 초원을 거쳐 지금의 중국 둥베이(東北, 만주) 지역의 원주민인 숙신에 의해 전승되던 것이 중국으로 전파, 고대 주(周) 왕조 시대에 처음 출현하였고 한(漢) 왕조와 당(唐) 왕조에서 모두 매사냥을 즐겼다. 동양과 서양 모두 매사냥이 왕족, 귀족 중심으로 향유되면서 수렵이라기보다는 하나의 오락으로써 존재 가치를 지녔다는 공통점이 있다. 역사적으로 매사냥은 상류층의 오락 내지 권위를 상징하였고, 시간과 돈, 공간을 필요로 하는 스포츠로써 상류층 및 부유층에 제한되었다. 사냥용 매는 때로는 황금 이상의 고가품으로 거래되기도 하였는데, 용담공 필리프의 아들을 인질로 잡은 오스만 투르크의 술탄 바예지드 1세는 아들의 몸값으로써 금화 20만 개를 주겠다는 것도 마다하고 대신 12마리의 백송고리를 요구하였다고 한다.

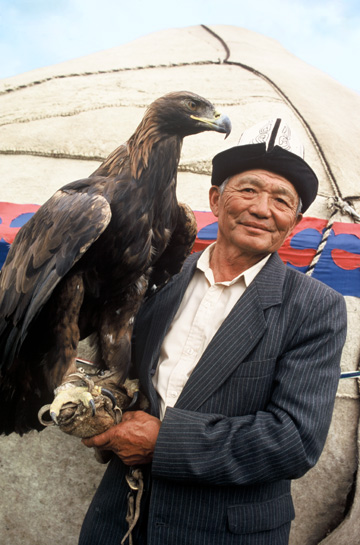
키르기스인 사냥꾼과 그의 검독수리. 매가 아닌 수리를 부리지만 이런 것도 보통 매사냥(Falconry)이라고 통칭한다.

근대 이전에 매사냥은 동쪽으로 일본, 서쪽으로 아일랜드와 모로코까지, 북쪽으로 몽골과 스칸디나비아, 남쪽으로 인도까지 이르는 유라시아 및 북아프리카 전역에서 각 지방의 고유한 방식에 따라 행해졌다. 현대에 들어 인도나 이란에서는 절멸해 버렸지만, 남북아메리카나 남아프리카에서도 여전히 행해지고 있었다. 또한 매사냥 기술은 맹금류의 인공 번식 및 방류, 다친 야생 조류의 치료 및 재활 치료에도 응용되고 있다.
2010년 11월 16일에, 아랍에미리트(UAE)와 몽골, 체코, 한국 등 11개 국의 매사냥이 유네스코 지정 무형문화유산의 「대표일람표」에 기재되고(2012년에 2개 국이 추가 기재) 매사냥 관련 국제조직으로써 International Association for Falconry and Conservation of Birds of Prey이 결성되었다. 한편 20세기에 들어 수의학의 발달과 송신기의 발명으로 매의 수명도 늘었고 과거와 같이 사냥 중이던 매를 잃어버리는 일은 줄어들고 있다.

## 한국의 매사냥

### 고대
한국에서 매사냥은 상당히 이른 시기부터 행해졌다. 고구려의 도읍지 국내성이 위치한 지안 시(集安市)의 삼실총 무덤 제1실 남쪽 벽에 달리는 말 위에서 왼팔에 매를 얹은 매사냥꾼을 그린 그림이 그려져 있어 이미 이 시기에 매사냥이 존재하였음을 볼 수 있다.
백제의 경우 《삼국사기》(三國史記)에는 백제 아신왕에 대해 "성품이 호매하고, 매 기르고 말 달리는 것을 좋아하였다."고 하였다. 또한 《일본서기》에는 백제에서 도래한 백제 왕족 주군(酒君)이 오진 천황(應神天皇)에게 바쳐진 희한하게 생긴 새가 매임을 알려주면서 천황에게 매사냥을 가르쳐 주었다고 하여, 일본에서의 매사냥이 백제로부터 전래되었다고 적고 있다. 또한 법왕은 즉위한 뒤 겨울 11월에 조를 내려 민가에서 기르는 새와 매를 모두 풀어주게 하는 등의 금살령을 내렸다고 《삼국사기》 및 《삼국유사》에 기록되어 있다.
《삼국유사》 권제3 탑상제4에 실린 영취사연기에도 매사냥이 언급되고 있는데, 영취사연기(내지 이를 전하기 위해 인용된 《사중고기》라는 문헌)의 배경은 신라 신문왕 때에 해당한다.
신라 진골 제31주(主) 신문왕대인 영순 2년【본문에는 원년으로 되어 있는데 틀린 것이다.】 재상 충원공이 장산국【즉 동래현으로 다른 이름은 내산국이다.】 온정에서 목욕을 하고 성으로 돌아오다 굴정역 동지야에 이르러 머물게 되었는데, 문득 어떤 사람이 매를 풀어 꿩을 쫓는 것을 보게 되었다. 꿩은 금악을 지나 그 자취가 영영 사라져 버렸는데, 방울 소리를 듣고 찾아가니 굴정현관의 북쪽 우물가에 매는 나무 위에 앉았고 꿩은 우물 속에 있었다. 그 물이 핏빛 같았는데, 꿩이 양쪽 날개를 펴서 새끼 두 마리를 품고 있고 매 또한 그것이 가엾은 듯 함부로 덮치지 않고 있는 것이었다.(하략)— 《삼국유사》 권제3, 탑상제4, 영취사

또한 같은 책 권5 감통제7에서는 신라 경명왕이 매사냥을 좋아하여 선도산에 올라 매를 풀었는데 찾지 못하자 선도산신인 신모에게 기도해, 매를 찾게 해달라고 빌었고 이에 매가 날아와 의자에 앉자 신모를 대왕에 봉했다는 기록이 나온다. 중국의 기록인 《구당서》(舊唐書)에는 당 대종 대력 14년(779년) 윤5월 병자에 주와 부 및 신라와 발해(渤海)에서 해마다 매를 바치던 것을 그만두도록 하였다고 하여, 중국에도 조공으로 으레 매가 바쳐졌음을 확인할 수 있다.
이러한 단편적인 기록 속에서 고대 한반도에서 매사냥이 성행하고 있었음을 알 수 있는데, 고대에 매사냥은 선사 시대의 생업적 성격보다는 이미 오락으로써의 성격으로 변모해 있었고, 주로 귀족 계층이나 왕실의 여가 스포츠로 정착하였다. 이러한 성향은 고려 시대에 더욱 뚜렷해진다.

### 중세
고려 시대의 매사냥 기록이 두드러지게 나타나는 것은 충렬왕(忠烈王) 때부터로, 충렬왕이 설치한 응방(鷹坊)과도 관련이 있다. 응방은 충렬왕 9년(1283년)에 응방도감이라는 이름으로 처음 설치되었는데, 충선왕과 충목왕은 즉위하면서 이를 폐지하기도 했지만 그때마다 다시 얼마 안 가서 부활하였고, 그 이름은 조선 시대까지 이어졌다.
고려에서 매사냥이 특히 성행하게 된 것은 고려의 왕이 원(元) 황제의 부마가 되면서 몽골 제국의 내정간섭이 심하게 작용하던 시대적 상황과 관련이 있다. 현존하는 한국어의 매사냥 관련 용어에서 그 흔적을 찾을 수 있는데, 송골매나 보라매 등 매를 지칭하는 용어는 물론, 매를 관리하는 사람을 가리키는 수할치라는 단어나 매를 잃어버리지 않도록 매의 꼬리깃에 다는 표식인 시치미의 이름도 몽골어에서 유래한 것으로 알려져 있다.
매사냥과 관련해 고려 시대의 중요한 문헌으로써 《응골방》(應鶻方)이 있는데, 이는 한국에 남아 있는 전근대의 매사냥 관련 자료로써는 거의 유일한 문헌으로써 매의 감별 및 조련, 사육, 병 치료, 사냥하는 매의 용맹함을 노래한 시부로 구성되어 있다. 이 책은 조선 시대에도 이어져 책의 내용을 보충한 《신증응골방》이 나왔으며, 임진왜란 이후 일본으로 흘러가 1634년 간행되었다.

### 근세
고려에 이어 조선의 역대 국왕들도 매사냥을 즐겼고, 매사냥에 필요한 매를 바치는 것은 하나의 역(役)으로 다루어졌다. 조선 태조는 왕자와 대군들에게 매를 기르다 민간의 닭이나 개를 죽이는 일이 없도록 아예 매를 기르지 말라는 명을 내렸고, 태종(太宗) 9년(1409년)에는 국상 중인데도 사람들이 매사냥을 하면서 민가의 곡식을 밟아 피해가 많다는 보고가 올라오기도 했다.
태종 이후 매를 기르는 사람에게는 응패(鷹牌)라 불리는 일종의 허가증이 지급되어, 패가 없는 매가 민가의 닭과 개를 도둑질하는 행위를 엄금하였다. 응패의 존재는 당시 매를 기르는 사람이 전국적으로 많았음을 보여준다. 태종 7년(1407년)에 다시 응패를 가질 수 있는 사람을 종친과 부마, 여러 왕자들로 제한하였고, 그 패를 기존의 검은색이 아닌 푸른색으로 칠해 구별하였으며 검은색 응패를 가진 자는 처벌하였다. 응패는 개인적으로 상을 당했을 때 혹은 서울을 떠날 때에는 일시 회수하도록 되어 있었고, 태종 9년(1409년) 7월에 국상 중인데도 매사냥을 그치지 않는 자들에 대한 단속으로써 응패를 회수했다가 이듬해 7월에 종친 및 공신, 무관 대신에게 나눠주는 형태로 주인에게 반환되었다. 물고한 자의 경우는 패를 환수 받아 아예 태워버렸다.
한반도에서 매는 보통 전국에서 바치도록 되어 있었는데, 해동청(海東靑)이라 불리며 중국에서까지 최상품으로 인정받았고, 일본에서도 에도 막부가 수립된 뒤 오우(奥羽) 지방의 여러 번(藩)이나 홋카이도의 마쓰마에번(松前藩), 그리고 쓰시마 번(対馬藩)과 조선통신사를 통해 들여오는 것을 최상품으로 취급할 정도였다. 그러나 한반도 전역의 고을에 매를 잡아 진상하도록 한 법률과는 달리 함길도와 평안도, 황해도를 제외하면 남부 지방에서는 매를 잡기 어려웠다. 이에 따른 백성의 부담이 많다는 의견이 제기되면서 이미 세종(世宗) 9년(1427년)에 함길도와 평안도를 제외하고는 송골매 진상의 역을 제거하기도 하였다. 그러나 매는 한편으로 중국에 바치는 헌상품으로써도 중요한 품목이었고, 매를 잡는 경우 그것을 중국에 헌상해야 하니 잘 보관해두도록 명하기도 하는 등, 상류층의 매의 수요는 여전했다. 세종 13년(1431년)에는 함길도에서 매를 잡기 위해 쳐둔 그물이 누군가에 의해 치워져 있는 일도 있었고, 중종(中宗) 23년(1528년) 이언적은 매를 잡아 바치는 사람은 신역을 면제받는데 매를 잡지 못한 사람은 집과 땅을 팔아 한 마리에 베 50필에서 60필을 들여 사야 한다며 그 애환을 왕에게 알리고 있다.
응방 혁파에 이어 숙종(肅宗) 41년(1715년)에는 매를 잡아 올리는 응군도 혁파되었다. 관직에서 응방이나 응사의 존재는 사라지고 대신 사대부층이나 민간에서 매사냥을 주도하였고, 순조 때에는 응사의 횡행으로 소요 대상이 되어 문제가 된 사례로 있다.

### 근현대
민간에서의 매사냥에 대한 기록은 제정 러시아에서 제작한 《한국지》(1900년)가 유일하다. 한국의 산업을 다룬 부분에서 이 책은 한국에 꿩이 많기 때문에 누구나 꿩사냥을 즐기며 부유한 사람은 누구나 매를 갖고 있다고 적었다. 1950년대까지 매사냥은 민간에서 성행하였으나, 한국전쟁과 산업화 등으로 자취를 감추었다.
현대에는 몇몇 문화재 전승자들에 의해 그 명맥을 잇고 있다.

## 같이 보기
- 조련사
- 사냥
- 사냥개

## 참고 문헌
- 대한민국 문화재관리국 편 《매사냥 조사보고서》 1993년